# Nueva trova

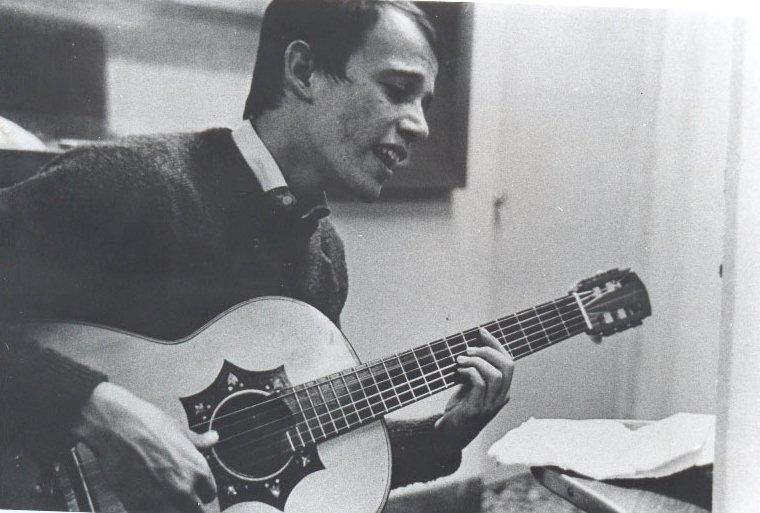
Silvio Rodríguez con su guitarra (1968)

La nueva trova es un movimiento dentro de la música cubana que emergió durante los años sesenta, después del establecimiento de la Revolución cubana (enero de 1959) y sus consiguientes cambios políticos y sociales.

## Historia

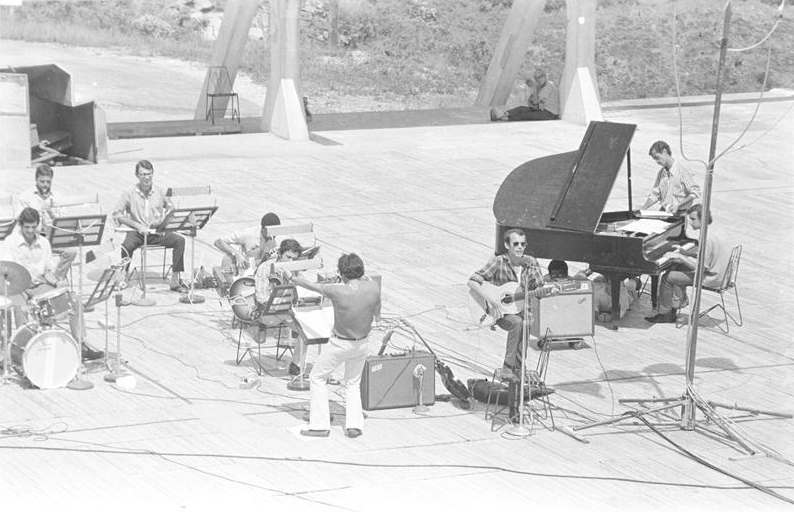
Silvio Rodríguez y el Grupo de Experimentación Sonora del ICAIC (GESI) en 1972.

Tuvo sus raíces en la trova tradicional cubana, pero se diferenció de ésta debido a que su contenido fue político, en un sentido muy amplio. La nueva trova combinó música popular tradicional con textos progresistas y frecuentemente politizados, y estuvo relacionada con el movimiento de la Nueva canción latinoamericana, especialmente con la argentina. Algunos de los miembros de la nueva trova fueron también influenciados por el rock y la música pop de su época.
El estilo de la nueva trova posee una estrecha relación con la Revolución cubana, que se evidencia en sus textos, los cuales, según Helio Orovio, «tratan de escapar de las banalidades cotidianas, mediante la concentración en los ideales del socialismo, la injusticia, el sexismo, el colonialismo, el racismo y otros temas similares». La dirigente revolucionaria Haydée Santamaría apadrinó e impulsó la creación de este movimiento, con el propósito de integrar a jóvenes y talentosos creadores al proceso revolucionario, y utilizarlos para su promoción a nivel internacional.
A finales del año 1969, Alfredo Guevara ―director del ICAIC (Instituto Cubano del Arte e Industria Cinematográficos), creó el Grupo de Experimentación Sonora del ICAIC que agrupó a los jóvenes músicos de la nueva trova.
La agrupación estuvo integrada en sus inicios por Leo Brouwer, Silvio Rodríguez, Pablo Milanés, Noel Nicola, Leoginaldo Pimentel, Eduardo Ramos, Sergio Vitier y Leonardo Acosta. Más tarde se incorporaron también Sara González, Emiliano Salvador, Pablo Menéndez y Amaury Pérez, entre otros.
Así mismo, Rafael de la Torre, nacido en Camagüey, integró el grupo de músicos que crearon la Nueva trova cubana.

## Influencias

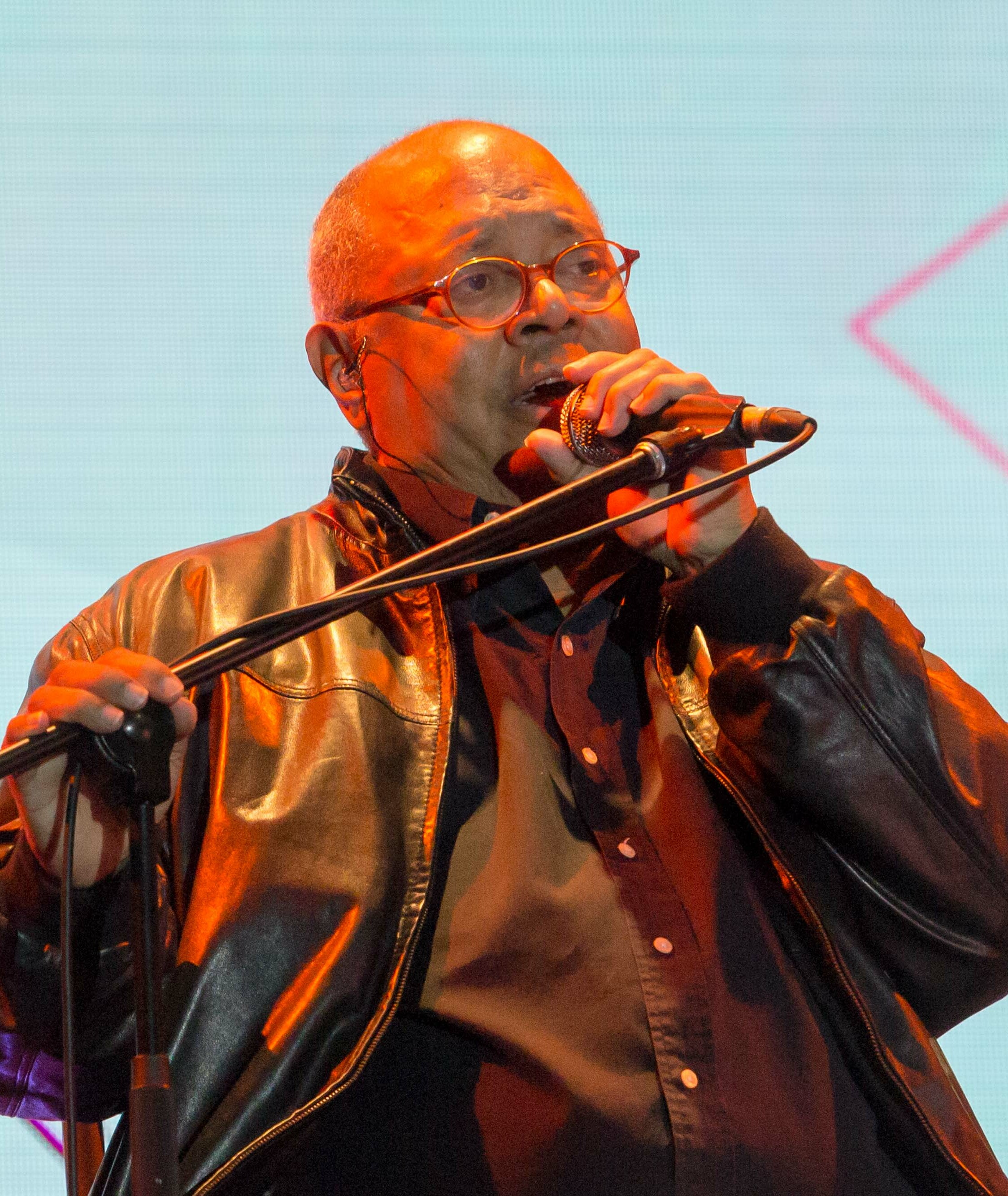
Pablo Milanés

La nueva trova forma parte del movimiento latinoamericano de la nueva canción, la cual tendía a utilizar textos que fueran literariamente autoconscientes, sofisticados y elaborados formal y académicamente.
Esta también recibió la influencia del filin cubano, un movimiento de canción romántica que se desarrolló entre los años cuarenta y sesenta.
Pablo Milanés fue uno de los exponentes del filin que más tarde se convirtió en uno de los pilares de la nueva trova.
Aproximadamente al mismo tiempo en que emerge la nueva trova cubana, otros movimientos similares ganaban popularidad a nivel internacional, como parte de un «renacimiento raigal». Aquellos movimientos promovieron la utilización de música folklórica y tradicional con textos de contenido político.
La nueva trova fue principalmente influenciada por la nova cançó española, el canto nuevo boliviano, el canto livre portugués, así como la nova canção y el tropicalismo brasileño. Aproximadamente en esa misma época, adquirieron gran popularidad algunos puertorriqueños como Roy Brown, Andrés Jiménez, Antonio Cabán Vale, y el grupo Haciendo Punto en Otro Son.
La nueva trova estuvo inspirada en la actitud rebelde y contestataria de artistas estadounidenses de protesta como Bob Dylan y Joan Báez.
Criticaba los abusos del gobierno de los Estados Unidos y de sus países títeres
Otras influencias fueron Los Beatles (aunque hasta los años noventa estuvieron oficialmente prohibidos), el uruguayo Daniel Viglietti, y el español Joan Manuel Serrat.

## Activismo
Tanto en Cuba como en Puerto Rico, las letras politizadas de la nueva trova fueron frecuentemente críticas de la política exterior de Estados Unidos.
Los cantantes puertorriqueños concentraron principalmente su atención en la isla de Vieques, la cual era utilizada como base de entrenamiento de soldados estadounidenses.
Carlos Puebla y Joseíto Fernández fueron viejos trovadores que apoyaron la Revolución, pero solamente Carlos Puebla compuso canciones dedicadas a la Revolución cubana:
La reforma agraria,
Duro con él,
Ya ganamos la pelea y
el Son de la alfabetización
fueron algunas de sus composiciones de aquella época.
El Gobierno cubano ofreció amplio apoyo a aquellos músicos que estaban dispuestos a componer y cantar canciones prorrevolucionarias o antiestadounidenses, y esto representaba un gran estímulo en una época en la que a los músicos tradicionales les resultaba difícil ganarse la vida.
En 1967, la Casa de las Américas patrocinó en La Habana el Primer Festival de Canción Protesta.
Tania Castellanos, una cantautora relacionada con el movimiento del filin (feeling, género parecido al bolero), compuso una canción titulada Por Ángela, en apoyo a la disidente afroestadounidense Angela Davis.
César Portillo de la Luz compuso otra canción llamada Oh, valeroso Viet Nam, que sumaba críticas a la injusta Guerra de Vietnam (1955-1975).
Se pueden encontrar ejemplos de estilos no políticos dentro de la nueva trova, como en el caso de Liuba María Hevia, cuyas letras se enfocan en temas más tradicionales, como el amor y la soledad, compartiendo con otros miembros del movimiento un estilo altamente poético. En el otro lado del espectro, el cantautor Carlos Varela es famoso en Cuba por su crítica a algunos aspectos de la Revolución cubana.
De igual manera, existen canciones de gran calidad lírica y musical, entre las cuales destaca Hasta siempre, comandante de Carlos Puebla.
Después del Período especial de los años noventa, otros géneros empezaron a remplazar a la nueva trova. En los años 2000, el rap cubano empezó a cubrir la necesidad de expresión de los nuevos jóvenes músicos cubanos.